# جزيء

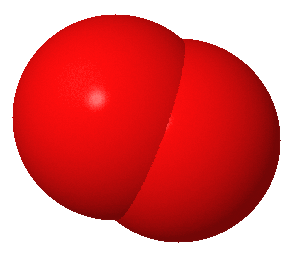
جزيء غاز الأوكسجين O_{2}.

الجزيء في الكيمياء، هو أصغر وحدة من المادة الكيميائية النقية يحتفظ بتركيبها الكيميائي وخواصها. وعلم دراسة الجزيئات يختص به علم الكيمياء عموماً كما يوجد فرع لدراسة خواص الجزيئات فيزيائياً يسمى فيزياء جزيئية. وتهتم الكيمياء الجزيئية بالقوانين التي تحكم التفاعلات بين الجزيئات (التفاعلات الكيميائية واصطدام بعضها ببعض). وينتج عن تلك التصادمات والتفاعلات تكوّن جزيئات أكبر (مركبات) أو يحدث تكسير للروابط الكيميائية وانفصال جزيء إلى جزيئات أصغر. وتهتم الفيزياء الجزيئية بالقوانين التي تحكم بناء الجزيئات وكذلك القوانين التي تتحكم في اصطدام الجزيئات ببعضها البعض، وأنواع التوازن التي تنشأ بينها مثل توازن الضغط وتساوي درجة الحرارة وما تحتويه من طاقة.
كما يعرف أن المسامات الجزيئية هي الفراغات التي بين جزيئات المادة. ويتناسب حجم المسامات عكسيا مع قوى التجاذب بين الجزيئات. فتكون المسامات كبيرة بين جزيئات المادة الغازية ومتوسطة في المادة السائلة وصغيرة في المواد الصلبة. وتقدم المسامات الجزيئية تفسيرا واضحا لاختراق المواد لبعضها البعض.

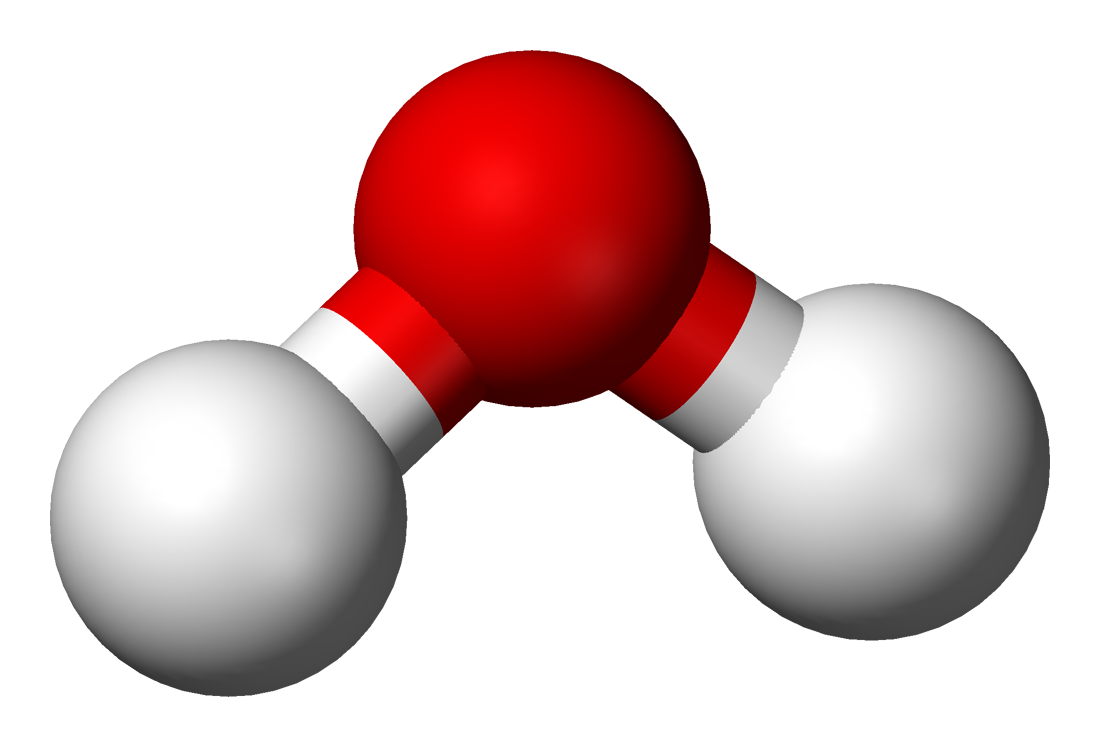
جزيء ماء؛ يتكون من ذرة أوكسجين مرتبطة بذرتي هيدروجين.

و رغم أن مصطلح الجزيء اُسْتُخْدِم لأول مرة في عام 1811 عن طريق أفوجادرو، وكان المصطلح مادة مفتوحة للنقاش في مجتمع الكيمياء حتى ظهور نتائج أبحاث بيرن في عام 1911. كما أن النظرية الحديثة للجزيئات قد استفادت كثيراً من التقنيات المستخدمة في الكيمياء الحسابية.

## الرابطة الكيميائية
في الجزيئات تكون الذرات بأزواج الإلكترونات المشتركة في «الرابطة الكيميائية». وقد تتكون من ذرات لنفس العنصر الكيميائي، مثل الأكسجين (O2)، أو من ذرات عناصر مختلفة مثل الماء (H2O).

## حجم الجزيء
معظم الجزيئات صغيرة للغاية حتى لا يمكن رؤيتها بالعين المجردة، ولكن يوجد بعض الاستثناءات، فمثلا الجزيئات الكبيرة مثل جزيء حمض نووي ريبوزي منقوص الأكسجين يمكن أن يصل للحجم المجهري.
أصغر الجزيئات حجما هو جزيء الهيدروجين. المسافات البينية لذراته تكون 1.5 Å. ولكن يصعب تحديد سحابة إلكترونية بدقة. وتحت الظروف العادية يكون للجزيء بعد يتراوح من عدة إلى عدة عشرات من Å.
وقد يوجد روابط أخرى مثل الرابطة المشتركة حيث الرابطة المشتركة تتكون من ثلاثة أقسام احادية ثنايئية ثلاثية والرابطة التساهمية.

## المعادلة الملكية
«المعادلة الملكية» للجزيء هي نسبة الرقم الصحيح للعناصر التي تكون المركب. فمثلا في الشكل النقي للماء، دائما يتكون من 1:2 هيدروجين: أكسجين، كما أن الكحول الإثيلي أو الإيثانول جاما يتكون من الكربون، والهيدروجين، والأكسجين بنسبة 1:6:2. وعموما، هذا لا يحدد نوع الجزيء فمثلا داي ميثيل إثير له نفس النسبة الموجودة في الإيثانول. وتسمى الجزيئات التي لها نفس عدد الذرات المكونة لها أيزومرات.

## المعادلة الكيميائية
«المعادلة الكيميائية» تعكس الرقم الدقيق لعدد الذرات التي تكون الجزيء. وتُحْسَب الكتلة الجزيئية من المعادلة الكيميائية في وحدات تساوى 12/1 من كتلة نظير ذرة C 12.

## هندسة الجزيء
الجزيئات لها حالة تعادل ثابتة بطول رابطة وزاوية بين الروابط معينين. وتتكون المادة النقية من جزيئات لها نفس البناء الفراغي. ويكون المعادلة الكيميائية وبناء الجزيء دور هام في تحديد خواص الجزيء، وخاصة نشاطيته. الأيزومرات تتشارك في نفس شكل المعادلة الكيميائية، ولكن يكون لكل منها خواص مختلفة تماما نظرا لاختلاف بنائها. الأيزومرات الفراغية، نوع خاص من الأيزومرات، ويمكن أن يكون لها خواص فيزوكيميائية متشابهه ولكن في نفس الوقت تختلف تماما في نشاطها الحيوي.

## الطيف الجزيئي
الطيف الجزيئي هو دراسة استجابة جزيء للطيف الذي له تردد معين (أو طبقا لمعادلة بلانك لطاقة ذلك الطيف). وهذا الطيف عبارة عن موجة كهرومغناطيسية أو شعاع من الإلكترونات. وهناك تطوير في الأنواع الجديدة من المطياف الجزيئي ليصبح مطياف بوزيترون. ويمكن أن يكون الرنين الجزيئي ناتج من امتصاص الطيف (مطياف الامتصاص)، أو انبعاث طيف آخر (مطياف الانبعاث)، أو كنتيجة لتفتت الجزيء، أو تغير في حالته الكيميائية.
ويعتبر المطياف أفضل الأدوات في التحقق من الخواص المجهرية للجزيئات، وبالتحديد، مستويات الطاقة. ومن أجل الحصول على أقصى المعلومات المجهرية من نتائج التجارب، فإنه يتم إقرآن الدراسات الطيفية مع دراسات الكيمياء الحسابية. كما أنه من المفيد معرفة أن الأصل النظرى للمطياف يرجع إلى نظرية التشتت.

## مواضيع متعلقة
- تاريخ نظرية الجزيئات
- جزيئية
- هندسة جزيئية
- ثنائي الذرة
- شكل المدار الجزيئي
- الرابطة التساهمية
- ثنائي الذرة
- نظرية فيسبر